# Grant Kirkhope
Grant Kirkhope (Edimburgo, 10 de julio de 1962) es un compositor y actor de voz británico conocido por haber hecho la banda sonora de videojuegos como Banjo-Kazooie, GoldenEye 007, Donkey Kong 64, Perfect Dark, Viva Piñata, Castle of Illusion Starring Mickey Mouse, Yooka-Laylee , Mario + Rabbids Kingdom Battle y Minecraft Dungeons (Hidden Depths)
También puso voz a los personajes de Donkey Kong en Donkey Kong 64 y a Mumbo Jumbo de la saga de Banjo-Kazooie.
En 2007 fue nominado al BAFTA a la mejor partitura por Viva Piñata.